# Championnats d'Europe de karaté 2010
Navigation
Édition précédente Édition suivante
Les championnats d'Europe de karaté 2010 ont eu lieu du 7 au 9 mai 2010 à Athènes, en Grèce. Il s'agit de la 45e édition des championnats d'Europe de karaté senior organisés chaque année par la Fédération européenne de karaté et de la deuxième prenant place dans le pays après celle de 1999. L'Italie termine première au tableau des médailles.

## Résultats

### Épreuves individuelles

#### Kata
| Rang | Pays       | Karatéka                      |
| ---- | ---------- | ----------------------------- |
| 1    | Italie     | Luca Valdesi                  |
| 2    | Espagne    | Fernando San Jose Bastante    |
| 3    | France     | Vu Duc Minh Dack              |
| 3    | Serbie     | Dejan Pajkic                  |
| 5    | Allemagne  | Kenichi Sato                  |
| 5    | Turquie    | Metin Sofuoglu                |
| 7    | Grèce      | Eleftherios Konstantakopoulos |
| 7    | Monténégro | Mijat Vojvodić                |

| Rang | Pays      | Karatéka                |
| ---- | --------- | ----------------------- |
| 1    | Croatie   | Mirna Šenjug            |
| 2    | France    | Sandy Scordo            |
| 3    | Slovaquie | Barbora Bosnyaková      |
| 3    | Espagne   | Yaiza Martin Abello     |
| 5    | Italie    | Sara Battaglia          |
| 5    | Grèce     | Sofia Marika Livitsanou |
| 7    | Turquie   | Kubra Akarsu            |
| 7    | Ukraine   | Anna Koriagina          |

#### Kumite

##### Kumitemasculin
| Rang | Pays       | Karatéka                  |
| ---- | ---------- | ------------------------- |
| 1    | Italie     | Michele Giuliani          |
| 2    | Turquie    | Ilyas Demir               |
| 3    | Croatie    | Danil Domdjoni            |
| 3    | Grèce      | Konstantinos Sidiropoulos |
| 5    | Espagne    | Matías Gómez García       |
| 5    | Angleterre | Christopher James Harris  |
| 7    | Serbie     | Zeljko Krstin             |
| 7    | Danemark   | Casper Lidegaard          |

| Rang | Pays               | Karatéka                |
| ---- | ------------------ | ----------------------- |
| 1    | Grèce              | Dimítrios Triantafýllis |
| 2    | Italie             | Ciro Massa              |
| 3    | Hongrie            | Ádám Kovács             |
| 3    | France             | William Rolle           |
| 5    | Azerbaïdjan        | Niyazi Aliyev           |
| 5    | Bosnie-Herzégovine | Tarik Lusija            |
| 7    | Pays-Bas           | Geoffrey Berens         |
| 7    | Belgique           | Salahedinne Mesnaoui    |

| Rang | Pays               | Karatéka                |
| ---- | ------------------ | ----------------------- |
| 1    | Azerbaïdjan        | Rafael Ağayev           |
| 2    | Grèce              | Geórgios Tzános         |
| 3    | Italie             | Luigi Busà              |
| 3    | Pays-Bas           | Rene Smaal              |
| 5    | Macédoine          | Ivo Cvetkovski          |
| 5    | Belgique           | Diego Davy Vandeschrick |
| 7    | Ukraine            | Alexendre Lendyel       |
| 7    | Bosnie-Herzégovine | Nermin Potur            |

| Rang | Pays               | Karatéka                  |
| ---- | ------------------ | ------------------------- |
| 1    | Pays-Bas           | Timothy Petersen          |
| 2    | Bosnie-Herzégovine | Alen Kupusovic            |
| 3    | Macédoine          | Ognen Gruevski            |
| 3    | Italie             | Salvatore Loria           |
| 5    | Turquie            | Enes Erkan                |
| 5    | Grèce              | Konstantinos Papadopoulos |
| 7    | Suède              | Bleart Amagjekaj          |
| 7    | Slovénie           | Matija Matijevič          |

| Rang | Pays               | Karatéka                 |
| ---- | ------------------ | ------------------------ |
| 1    | Allemagne          | Jonathan Horne           |
| 2    | Serbie             | Dejan Umičević           |
| 3    | Italie             | Stefano Maniscalco       |
| 3    | République tchèque | Tomáš Reich              |
| 5    | Portugal           | Nuno Manuel Dias         |
| 5    | Belgique           | Bram van den Broeck      |
| 7    | Grèce              | Spyrídon Margaritópoulos |
| 7    | Russie             | Khamit Tebuev            |

##### Kumiteféminin
| Rang | Pays      | Karatéka              |
| ---- | --------- | --------------------- |
| 1    | Grèce     | Evdoxía Kosmídou      |
| 2    | Slovaquie | Monika Višňovská      |
| 3    | France    | Betty Aquilina        |
| 3    | Turquie   | Gülderen Çelik        |
| 5    | Espagne   | Natalia Garcia Suarez |
| 5    | Italie    | Susanna Mischiatti    |
| 7    | Macédoine | Meri Efremova         |
| 7    | Finlande  | Ann-Marie Nummila     |

| Rang | Pays      | Karatéka             |
| ---- | --------- | -------------------- |
| 1    | Italie    | Sara Cardin          |
| 2    | Croatie   | Jelena Kovačević     |
| 3    | Pologne   | Anna Fajkowska       |
| 3    | Turquie   | Serap Özçelik        |
| 5    | France    | Aurélie Calizingoue  |
| 5    | Slovaquie | Viktória Semaníková  |
| 7    | Espagne   | Gema Alias Fernandez |
| 7    | Ukraine   | Anita Serogina       |

| Rang | Pays               | Karatéka               |
| ---- | ------------------ | ---------------------- |
| 1    | Espagne            | Carmen Vicente Cabañas |
| 2    | Italie             | Laura Pasqua           |
| 3    | France             | Lolita Dona            |
| 3    | Bosnie-Herzégovine | Mirsada Suljkanović    |
| 5    | Croatie            | Ivana Bebek            |
| 5    | Suisse             | Diana Schwab           |
| 7    | Pologne            | Marta Dąbrowska        |
| 7    | Slovaquie          | Dagmara Kubinská       |

| Rang | Pays      | Karatéka             |
| ---- | --------- | -------------------- |
| 1    | Grèce     | Vassilikí Panetsídou |
| 2    | Turquie   | Hafsa Şeyda Burucu   |
| 3    | France    | Tiffany Fanjat       |
| 3    | Allemagne | Silvia Sperner       |
| 5    | Bulgarie  | Borislava Ganeva     |
| 5    | Pologne   | Daria Szulc          |
| 7    | Suède     | Joanna Stassos       |
| 7    | Suisse    | Bettina Süess        |

| Rang | Pays               | Karatéka           |
| ---- | ------------------ | ------------------ |
| 1    | Pays-Bas           | Vanesca Nortan     |
| 2    | Croatie            | Ana-Marija Čelan   |
| 3    | Espagne            | Cristina Feo Gomez |
| 3    | République tchèque | Radka Krejčová     |
| 5    | Turquie            | Yıldız Aras        |
| 5    | Angleterre         | Katie Hurry        |
| 7    | Suisse             | Jessica Cargill    |
| 7    | Grèce              | Alexia Karypidou   |

### Épreuves par équipes

#### Kata
| Rang | Pays               |
| ---- | ------------------ |
| 1    | Italie             |
| 2    | Espagne            |
| 3    | France             |
| 3    | République tchèque |
| 5    | Russie             |
| 5    | Grèce              |
| 7    | Allemagne          |
| 7    | Autriche           |

| Rang | Pays    |
| ---- | ------- |
| 1    | Espagne |
| 2    | Italie  |
| 3    | France  |
| 3    | Serbie  |
| 5    | Turquie |
| 5    | Grèce   |

#### Kumite
| Rang | Pays               |
| ---- | ------------------ |
| 1    | Turquie            |
| 2    | Espagne            |
| 3    | Azerbaïdjan        |
| 3    | Bosnie-Herzégovine |
| 5    | Allemagne          |
| 5    | Russie             |
| 7    | Slovaquie          |
| 7    | Monténégro         |

| Rang | Pays               |
| ---- | ------------------ |
| 1    | Espagne            |
| 2    | Italie             |
| 3    | Suisse             |
| 3    | Serbie             |
| 5    | Russie             |
| 5    | Slovaquie          |
| 7    | Bosnie-Herzégovine |
| 7    | Bulgarie           |

## Tableau des médailles
| Tableau des médailles |                    |    |        |        |       |
| Rang                  | Pays               | Or | Argent | Bronze | Total |
| 1                     | Italie             | 4  | 4      | 3      | 11    |
| 2                     | Espagne            | 3  | 3      | 2      | 8     |
| 3                     | Grèce              | 3  | 1      | 1      | 5     |
| 4                     | Pays-Bas           | 2  | 0      | 1      | 3     |
| 5                     | Turquie            | 1  | 2      | 2      | 5     |
| 6                     | Croatie            | 1  | 2      | 1      | 4     |
| 7                     | Allemagne          | 1  | 0      | 1      | 2     |
| 7                     | Azerbaïdjan        | 1  | 0      | 1      | 2     |
| 9                     | France             | 0  | 1      | 7      | 8     |
| 10                    | Serbie             | 0  | 1      | 3      | 4     |
| 11                    | Bosnie-Herzégovine | 0  | 1      | 2      | 3     |
| 12                    | Slovaquie          | 0  | 1      | 1      | 2     |
| 13                    | République tchèque | 0  | 0      | 3      | 3     |
| 14                    | Hongrie            | 0  | 0      | 1      | 1     |
| 14                    | Macédoine          | 0  | 0      | 1      | 1     |
| 14                    | Pologne            | 0  | 0      | 1      | 1     |
| 14                    | Suisse             | 0  | 0      | 1      | 1     |